# تاريخ العالم الجزء الأول
تاريخ العالم، الجزء الأول هو فيلم كوميدي أمريكي صدر عام 1981 من تأليف وإنتاج وإخراج ميل بروكس. يشارك بروكس أيضًا في بطولة الفيلم مؤديًا خمسة أدوار: موسى والفيلسوف الكوميدي ووتوماس دي توركيمادا والملك لويس السادس عشر وجاك الفتى المتبول. حيث يضم طاقم التمثيل الكبير أيضًا سيد سيزر وشيكي غرين وغريغوري هاينز (في أول ظهور سينمائي له) وتشارلي كالاس، ومن نجوم بروكس الدائمين: رون كاري ودوم ديلويز ومادلين خان وهارفي كورمان وكلوريس ليتشمان وأندرياس فوتسيناس وسبايك ميليغان.
يضم الفيلم أيضًا ظهور قصير لكل من رويس د. أبلجيت وبي آرثر ونايجل هوثورن وهيو هيفنر وجون هيرت وفيل ليدز وباري ليفينسون وجاكي ماسون وبول مازورسكي وأندرو ساكس وهيني يونغمان وغيرهم. ويروي أورسون ويلز كل قصة.
ومع حمله ترقيم الجزء الأول لم تكن هناك في الأصل خطط للتكملة. العنوان هو مسرحية على تاريخ العالم للسير والتر رالي والذي كان من المفترض أن يُنشر في عدة مجلدات ولكن أكمل المجلد الأول فقط لأن رالي قبض عليه وأعدم في عام 1618. ومع ذلك بعد أربعة عقود أعلنت هولو عن المسلسل القصير تاريخ العالم، الجزء الثاني والذي عرض لأول مرة في 6 مارس 2023.

## الحبكة
الفيلم محاكاة ساخرة لأفلام الملحمة بما في ذلك ملحمة السيف والصندل وأفلام الدراما التاريخية. حيث تتألف الأجزاء الأربعة الرئيسية من قصص تدور أحداثها خلال العصر الحجري والإمبراطورية الرومانية ومحاكم التفتيش الإسبانية والثورة الفرنسية. تتضمن المشاهد القصيرة الأخرى إعادة تمثيل لمنح الوصايا العشر والعشاء الأخير.

### العصر الحجري
يصوّر رجال الكهوف (بمن فيهم سيد سيزر) واختراع النار والفنان الأول (الذي بدوره أدى إلى ظهور أول ناقد) والزيجات الأولى (المغايرة جنسياً ثم المثلية) والأسلحة البدائية (وخاصةً الرماح) والجنازات الأولى. كما تُصوّر المحاولات المبكرة للكوميديا والموسيقى نتيجة لتحطيم أقدام بعضهم البعض بالحجارة مما يُشكّل أوركسترا من العواء.

### العهد القديم
ينزل موسى (ميل بروكس) من جبل سيناء حاملاً ثلاثة ألواح حجرية بعد أن تلقى الشريعة من الله (بصوت كارل راينر غير المُدرج في النص الأصلي). وبينما يُعلن موسى عن إعطاء الشريعة للشعب يسقط أحد الألواح عن طريق الخطأ فيتحطم فيُصحّح إعلانه من الوصايا الخمس عشرة إلى الوصايا العشر.

### الإمبراطورية الرومانية
كوميكوس (بروكس) فيلسوفٌ كوميديٌّ ارتجاليّ يُقدّم الحكمة بأسلوب كوميديّ ارتجاليّ. يُخبره وكيله سويفتوس (رون كاري) بأنه حصل على عرضٍ في قصر قيصر. وفي الطريق يلتقي بعذراءٍ فيستالية تُدعى ميريام (ماري مارغريت هيومز) ويقع في حبّها ويُصادق عبد إثيوبي يُدعى يوسيفوس (غريغوري هاينز).
يُجنّد يوسيفوس في خدمة الإمبراطورة نيمفو (مادلين خان). يُمثّل كوميكوس أمام الإمبراطور نيرون (دوم ديلويز) مازحًا بحماقةٍ بشأن وزن الإمبراطور وفساده. كما يسكب يوسيفوس -دون وعي- إبريق من النبيذ في حضن نيرون ويُؤمران بخوض نزال مصارعة حتى الموت. بدلًا من ذلك يُقاتلان للخروج من القصر بمساعدة ميريام والإمبراطورة نيمفو.
لجأ كوميكوس ويوسيفوس وسويفتوس لفترة وجيزة إلى قصر نيمفو متظاهرين بأنهم حراس خصيان. وعندما كشفت إثارة يوسيفوس الواضحة عن احتيالهم طاردهم جنود بقيادة ماركوس فينديكتوس (شيكي غرين). ثم هربوا في عربة يجرها حصان يُدعى ميراكل وأشعلوا سيجارة ماريجوانا ضخمة لتُخدر الجنود المُطاردين.
أبحروا إلى يهودا حيث عمل كوميكوس نادلًا ودخل غرفة خاصة حيث كان يسوع يتناول العشاء الأخير مع تلاميذه. حيث قاطع كوميكوس يسوع (جون هيرت) مرارًا وتكرارًا (مستخدمًا اسمه بالمعنى الحديث كتعبير تعجبي). ووصل ليوناردو دافنشي (آرت ميترانو) ليرسم صورة المجموعة وأمرهم بالجلوس على نفس الجانب من الطاولة مع كوميكوس خلف يسوع حيث يبدو طبقه المرتفع كهالة.

### محاكم التفتيش الإسبانية
يُحاكي مقطع محاكم التفتيش الإسبانية إنتاجًا ضخمًا على غرار باسبي بيركلي ويتألف من فقرة غنائية ورقصية مطولة كما يُظهر فيها بروكس بدور توركيمادا سيئ السمعة. حيث يبدأ المشهد بمبشر يُقدم توركيمادا ويلعب باسمه، ومع توسلات المحكوم عليهم بالرحمة "لا يمكنك فعل أي شيء مع توركيمادا" (أقنعه بالتخلي عن أي شيء). تشمل أمثلة التعذيب الكوميدية "أوتو دا في" وهي عذراء حديدية دوارة و"تعذيب الماء" الذي أُعيد تصوره مع راهبات يؤدين باليه مائي على غرار إستر ويليامز. يُظهر جاكي ماسون وروني غراهام ظهورًا قصيرًا كضحايا تعذيب يهود.

### الثورة الفرنسية
في حانتها الباريسية تُحرّض مدام ديفارج (كلوريس ليتشمان) حشدًا من الغوغاء للتخطيط للثورة الفرنسية. وفي هذه الأثناء يُحذّر مستشارا الملك لويس ملك فرنسا الكونت دي مونيه (هارفي كورمان) وبيرنيز (أندرياس فوتسيناس) من أن الفلاحين لا يظنّون أنه يُحبّهم - وهو شكّ عززه استخدام الملك للفلاحين كأهداف في لعبة الرماية. وتطلب امرأة جميلة الآنسة رامبو (باميلا ستيفنسون) من الملك لويس إطلاق سراح والدها المسجون في الباستيل منذ عشر سنوات وهو ما يوافق عليه فقط إذا مارست الجنس معه تلك الليلة.
أقنع دي مونيه الملك لويس بالاختباء واختير شبيهه جاك (بروكس أيضًا) - الذي تتمثل وظيفته في حمل دلاء للأرستقراطيين للتبول فيها - لانتحال شخصية الملك كطعم. وفي تلك الليلة زار رامبو جاك - معتقدًا أنه لويس - لإتمام صفقة تحرير والدها لكنه عفا عنه دون أن يطلب خدمات جنسية. بعد عودة رامبو ووالدها المسن (سبايك ميليغان) من السجن اقتحم الفلاحون الغرفة وأخذوا "الملك" جاك إلى المقصلة. عندما صاح رامبو قائلاً: "فقط معجزة يمكن أن تنقذه" وصل يوسيفوس بوجه غير مفهوم في العربة التي تجرها المعجزة وهربوا راكبين نحو جبل محفور عليه عبارة "النهاية".

### معاينات للمناطق السياحية القادمة
يعرض الفيلم في نهايته عرض تشويقي ساخر لفيلم "تاريخ العالم الجزء الثاني" والذي سيُعرض قريبًا. كما يروي بروكس العرض ويعرض مقاطع من "هتلر على الجليد" و"جنازة فايكنغ" و"يهود في الفضاء" (محاكاة ساخرة لسلسلة أفلام حرب النجوم).

## الطاقم
| * ميل بروكس – موسى ، كوميكوس، توركويمادا جاك والملك لويس السادس عشر - دوم ديلويز – الإمبراطور نيرون - مادلين كاهن - الإمبراطورة نيمفو - هارفي كورمان – كونت دي مونيه - كلوريس ليتشمان - مدام ديفارج - رون كاري – سويفتوس - جريجوري هاينز – يوسيفوس - باميلا ستيفنسون – الآنسة رامبو - شيكي جرين - ماركوس فينديكتوس - سيد سيزر – رئيس الكهوف - سامي شور - رجل ما قبل التاريخ - ماري مارغريت هيمز – ميريام - أورسون ويلز – الراوي - كارل راينر – الله (غير مذكور) | - هوارد موريس - المتحدث باسم المحكمة - تشارلي كالاس - عراف - بول مازورسكي – ضابط روماني - هيني يونغمان – كيميائي - هيو هيفنر – رجل أعمال - باري ليفينسون – بائع الأعمدة - جون مايرز - زعيم مجلس الشيوخ - دينا ديتريش – الكفاءة - فريتز فيلد - مدير الفندق - جون هيرت – يسوع - آرت ميترانو – ليوناردو دا فينشي - بيا آرثر - كاتبة تأمين البطالة (كاتبة مكتب الإعانات) (غير مذكورة في القائمة) - روني جراهام – أوديب - بات ماكورميك - بائع أدوات السباكة | - روني جراهام - ضحية التعذيب رقم 1 - جاكي ماسون - ضحية تعذيب رقم 2 - أندرياس فوتسيناس – بيرنيز - سبايك ميليجان – السيد رامبو - سيدني لاسيك - بائع أبل كور - جاك كارتر – بائع الفئران - جان موراي – لا شيء بائع - جون هيليرمان – الرجل الغني - أندرو ساكس – جيرارد - فيونا ريتشموند – كوين - نايجل هوثورن – مسؤول مواطن - بيلا إمبيرج – باغيت |

## الإنتاج
وتذكر بروكس أن مصدر إلهام الفيلم جاء من حادثة وقعت في عام 1979:
كنت أسير عبر موقف سيارات شركة فوكس للقرن العشرين في طريقي إلى مكتبي عندما صرخ بي أحد العاملين في فيلم "قلق شديد" من خلف شاحنة نقل: "يا ميل ما التالي؟ هل تخططين لفيلم ضخم؟".
فجأة خطر ببالي أكبر عنوان خطر ببالي: "نعم أعظم فيلم على الإطلاق. اسمه "تاريخ العالم".'
صرخ شخص آخر على متن الشاحنة: "كيف يمكنك تغطية العالم كله في فيلم واحد؟"
'"أنت على حق" صرخت. "ربما أسميه "تاريخ العالم - الجزء الأول".قالب:' "

كان من المقرر أن يلعب ريتشارد براير دور جوزيفوس ولكن قبل يومين من تصوير دوره نقل إلى المستشفى مصابًا بحروق خطيرة في حادثة حظيت بتغطية إعلامية واسعة. وكان بروكس على وشك كتابة الدور عندما اقترحت مادلين كان جريجوري هاينز. كما كان من المقرر في الأصل أن يلعب جون كليز دور "كونت دي مونيه" ولكن بسبب تضارب المواعيد اختير هارفي كورمان بدلاً من ذلك.
كان من المقرر أن يقوم أورسون ويلز بإجراء جلسات تسجيل صوتي لمدة خمسة أيام باعتباره الراوي لكنه أنجز حواره في بضع ساعات فقط.
صور وصول كوميكوس إلى قصر قيصر في فندق قصر قيصر في لاس فيغاس.
حُذف مشهد من المونتاج النهائي للفيلم الذي كان يُشير إلى حادثة جزيرة ثري مايل. وقال بروكس: "كان لديّ أب وأم وقد رُسما ليبدوا كنصف كلب ونصف قطة نتيجةً لحادثة نووية. لكن الجمهور كان مُقشعرًّا للغاية ولم يُضحك لذلك حذفتُ المشهد."

## الاطلاق

### الاستقبال النقدي
حصل الفيلم على نسبة موافقة 61% على موقع روتن توميتوز بناءً على 36 مراجعة. وينص إجماع الموقع على ما يلي: "قد لا يحتوي الجزء الأول من فيلم تاريخ العالم على ما يكفي من الإلهام الكوميدي ليستحق جزء ثاني لكن الذكاء المتقطع لهذه المشاهد الهزلية غير المتزامنة لا يزال دليلاً على موهبة ميل بروكس في الكوميديا الهزلية". رُشِّح الفيلم لجائزة أسوأ فيلم في حفل توزيع جوائز ستينكرز للأفلام السيئة أوورد لعام 1981 لكنه خسر أمام فيلم طرزان الرجل القرد. وأزالت عملية التصويت المنقحة التي صدرت عام 2007 ترشيح الفيلم لجائزة أسوأ فيلم ورشحته بدلاً من ذلك لجائزة أكثر فيلم كوميدي مؤلم وغير مضحك (والذي فاز به). كما حاز الفيلم على ترشيح أسوأ أغنية في الحفل نفسه عن أغنية "ذي إنكويزشن" (خسرت أمام أغنية "بيبي تولك" من فيلم باترنتي).
منح روجر إيبرت الفيلم نجمتين من أصل أربعة ووصفه بأنه "فشلٌ مُطوّل غير منضبط ومُحرج أحيانًا من أحد أمهر مخرجي الكوميديا. ما الخطأ؟ يبدو أن بروكس لم تكن لديه فكرة واضحة عن مبررات فيلمه لذا لا يوجد دافع سردي قويّ يُمكّنه من الاستمرار." أما جين سيسكل فقد منحه ثلاثة نجوم من أصل أربعة وقال إنه مع أن الفيلم "يقتبس كثيرًا من أعمال بروكس السابقة" إلا أنه "يحتوي على الكثير من الضحكات القوية." وكتبت جانيت ماسلين من صحيفة نيويورك تايمز: "الكثير من النكات المضحكة المألوفة في الفيلم... لكن الفيلم لاذعٌ لدرجة أن فكاهته غالبًا ما تُقوّض لأن العديد من النكات إما خبيثة أو مُبتذلة أو كليهما." كانت بولين كايل من صحيفة نيويوركر إيجابية وكتبت: "إنه هجوم شامل على الذوق والمحرمات وقد أضحكني كثيرًا". وصفته مجلة فارايتي بأنه "مسرحية هزلية مخيبة للآمال وغير متوازنة تُقدم قدرًا لا بأس به من الضحكات الجياشة خلال نصفها الأول لكنها تتلاشى قبل وقت طويل من النهاية". كتبت شيلا بنسون من صحيفة لوس أنجلوس تايمز: "يبدو أن الجميع كانوا مشغولين للغاية بالكوميديا والتعليق على بعضهم البعض لدرجة أنه لم يتبق أحد ليهتم بالقصة ويقول: 'ليس مضحكًا'. ليس فقط ليس مضحكًا بل إنه ممل للغاية ومبالغ فيه يا رفاق". وصفه غاري أرنولد من صحيفة واشنطن بوست بأنه "مزيج ترفيهي من المشاهد الكوميدية التي تعيد ميل بروكس إلى حيويتها للأفضل والأسوأ... إلى حد كبير تنجح المشاهد المضحكة بطريقة تجعلك تضحك رغمًا عن نفسك". منح دليل ليونارد مالتين السينمائي الفيلم نجمة ونصف من أصل أربع نجوم وذكر أن النكات "تتراوح بين المضحكة والبشعة. بعد فترة يتلاشى الزخم ويبقى كل شيء كما هو مع جهود طاقم كوميدي كبير."

### شباك التذاكر
افتتح الفيلم في 484 دار عرض في نفس عطلة نهاية الأسبوع مع ريدرز أوف ذا لوست آرك و كلاش أوف ذا تايتنز واحتل المركز الرابع في عطلة نهاية الأسبوع بإجمالي 4.8 مليون دولار خلف رايدرز وكلاش أحلام تشيتش وتشونغ الجميلة. بمتوسط 10000 دولار لكل شاشة كان أعلى افتتاح لـبروكس على أساس كل شاشة. ومع البداية القوية إلا أن الكلام الضعيف أثر على شباك التذاكر. ومع أنه حقق 31.7 مليون دولار إلا أنه اعتُبر خيبة أمل تجارية لأن الفيلم كان "يتتبع" بصفة جيدة وكانت أفلام بروكس السابقة ناجحة للغاية.

### وسائل الإعلام المنزلية
صدر الجزء الأول من فيلم "تاريخ العالم" على أقراص DVD. ووفقًا لجمعية الأفلام الأمريكية (MPAA) صُنِّف الفيلم "للبالغين" (R) لاحتوائه على "فكاهة جنسية بذيئة ولغة وعنف كوميدي ومشاهد جنسية وعري وتعاطي مخدرات". وفي مايو 2010 صدر على أقراص بلو-راي.

## سلسلة التكملة
في 18 أكتوبر 2021 أعلنت هولو وسيرش لايت تيليفيجن (قسم التلفزيون في استوديو سيرش لايت بيكتشرز الشقيق لشركة 20th سنشري) عن إنتاج جزء ثانٍ من مسلسل متنوع بعنوان تاريخ العالم الجزء الثاني مع بدء الإنتاج في ربيع عام 2022. أنتج ميل بروكس وكتب المسلسل مع واندا سايكس وإيك بارينهولتز ونيك كرول الذين شاركوا أيضًا في البطولة. عرض لأول مرة في 6 مارس 2023.

## روابط خارجية
- تاريخ العالم الجزء الأول  في قاعدة بيانات الأفلام على الإنترنت (بالإنجليزية)
- History of the World, Part I في موقع بوكس أوفيس موجو.
- History of the World, Part I في روتن توميتوز.